# Филиппинский замбар
Филиппинский замбар (лат. Rusa marianna) — млекопитающее семейства оленевых.

## Описание
Филиппинский замбар достигает в длину от 100 до 151 см, высота в холке — от 55 до 70 см, вес — от 40 до 60 кг. Шерсть имеет преимущественно тёмно-коричневый окрас, причём нижняя часть тела и ноги немного светлее. Нижняя сторона короткого (длиной примерно от 8 до 12 см) хвоста белая. Несколько животных, в том числе группа, обитающая на Минданао, имеют, напротив, жёлто-серый окрас шерсти. Рога самцов относительно небольшие.

## Распространение
Филиппинский замбар обитает на Филиппинских островах Лусон, Миндоро, Минданао и Басилан. Испанцы интродуцировали этот вид на несколько западно-тихоокеанских островов. Но на сегодняшний день сохранилась лишь одна маленькая популяция на острове Понпеи.
Они населяют различные биотопы от открытого буша и тропических влажных джунглей до горных лесов вплоть до высоты 2 900 метров над уровнем моря.

## Образ жизни
Об образе жизни известно мало. Это робкие, ночные животные, которые ведут одиночный образ жизни или живут в маленьких группах. Питаются травой.